# Baszewo
Baszewo (bułg. Башево) – wieś w Bułgarii, w obwodzie Kyrdżali, w gminie Ardino. Według danych szacunkowych Ujednoliconego Systemu Ewidencji Ludności oraz Usług Administracyjnych dla Ludności, 15 czerwca 2020 roku miejscowość liczyła 284 mieszkańców.
Mieszkańcy są muzułmanami – sunnitami. We wsi znajduje się meczet.